# Simon Michel

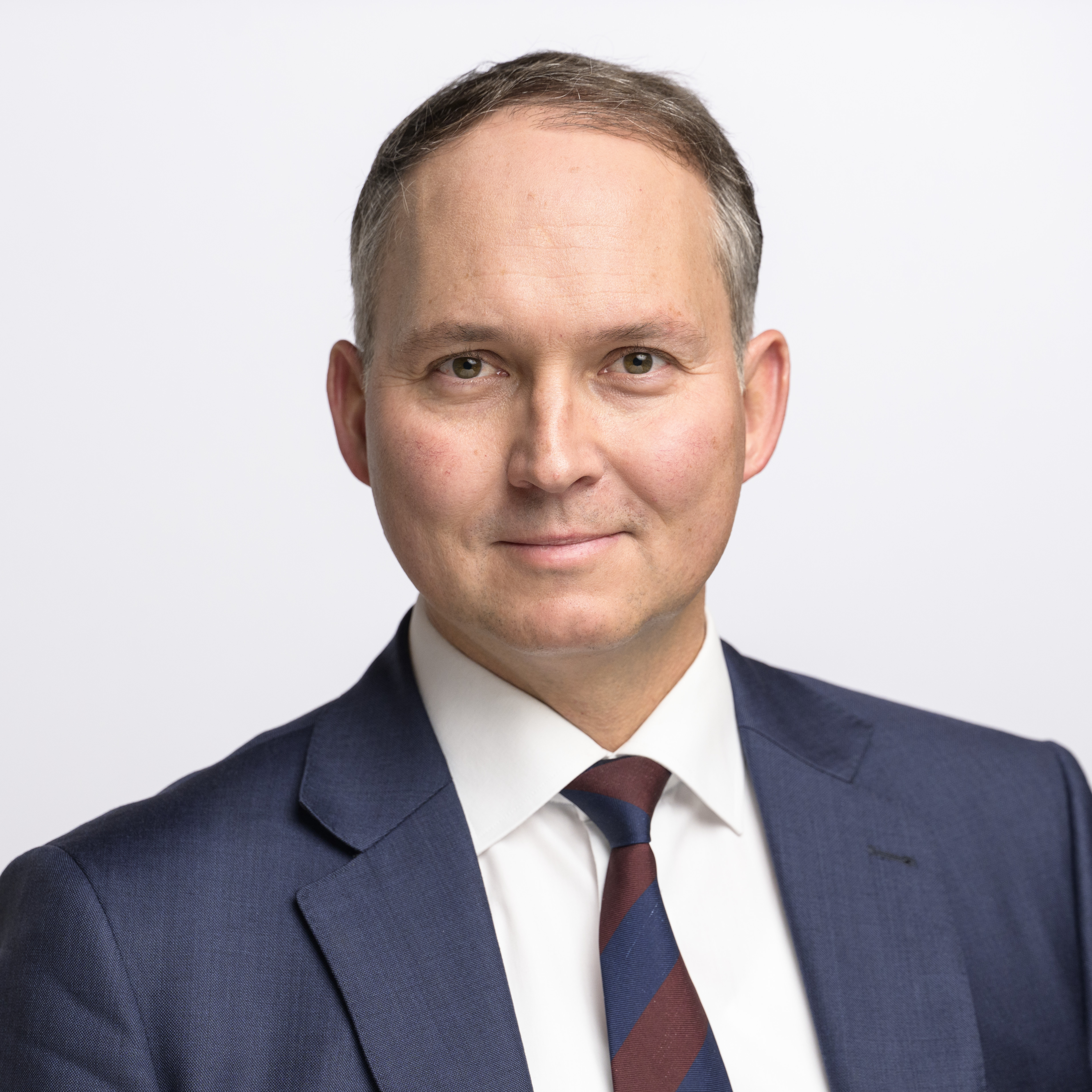
Simon Michel (2023)

Simon Michel (* 19. Januar 1977 in Burgdorf; heimatberechtigt in Burgdorf und Köniz) ist ein Schweizer Unternehmer und Politiker (FDP Die Liberalen). Er ist seit 2023 Nationalrat, von 2017 bis 2024 war er Solothurner Kantonsrat. Seit 2014 ist er CEO der Ypsomed Holding, einem Medizintechnikunternehmen, das von seinem Vater Willy Michel gegründet wurde.

## Anfänge und Ausbildung
Michel wurde am 19. Januar 1977 als Sohn von Willy Michel und dessen erster Frau in Burgdorf geboren. Sein Vater gründete 1984 die Disetronic AG, ein Unternehmen, welches Insulinpumpen für Menschen mit Diabetes entwickelte, produzierte und vermarktete. Nach dem Verkauf der Disetronic AG an Roche, entstand 2003 die Ypsomed AG, welche sich auf Verabreichungsgeräte für flüssige Medikamente fokussiert. Michel studierte Wirtschaft an der Universität St. Gallen und schloss 2003 mit einem Master of Science in Medien- und Kommunikationsmanagement ab.

## Berufliche Laufbahn
Im Jahr 2000 begann Michel seine Karriere als Projektmanager bei Disetronic Medical Systems Inc., der US-amerikanischen Tochtergesellschaft des Unternehmens seines Vaters in Minneapolis, Minnesota. Anschliessend arbeitete er während des Studiums als Unternehmensanalyst bei Arthur D. Little.
Von 2003 bis 2006 arbeitete er bei der Orange Communications AG. Seit Oktober 2006 ist Michel für Ypsomed tätig, wo er 2008 Mitglied der Geschäftsleitung wurde und für Marketing und Vertrieb verantwortlich war. Seit Juli 2014 ist er CEO der Ypsomed Holding AG und der Ypsomed Gruppe. Im Jahr 2022 wurde Michel in den Verwaltungsrat von Ypsomed gewählt.
Er ist derzeit Mitglied in mehreren Verwaltungsräten nicht börsennotierter Unternehmen: Ahueni AG (CO2-Zertifikate), Forster Rohner AG (Textilherstellung), LEM Surgical AG (Medizintechnik Spine Robotics), DCB Research AG (Forschung in Diabetestechnologie), Ypsomed Holding AG und weiteren.
Seit 2015 ist er Mitglied im Vorstand der Solothurner Handelskammer und des Handels- und Industrievereins des Kantons Bern sowie im Dachvorstand des Swiss Medtech Verbands. Im Herbst 2023 wurde er in den Vorstand von Economiesuisse gewählt und ist Mitglied des Vorstandsausschusses.

## Politische Laufbahn
Im März 2017 wurde Michel als Quereinsteiger für die FDP.Die Liberalen in den Solothurner Kantonsrat gewählt und war dort Mitglied der Finanzkommission. Bei den Nationalratswahlen 2023 gelang ihm der Einzug in den Nationalrat. Er ist Mitglied der Aussenpolitischen Kommission. Aus dem Solothurner Kantonsrat trat er Ende Januar 2024 zurück. Im Sommer 2024 hat Michel den Vorsitz von Progresuisse übernommen, einer Schweizer Interessens- und Lobbyorganisation, die sich für gute Beziehungen zwischen der Schweiz und der EU einsetzt und die er 2021 mitbegründet hatte.

## Privatleben
Seit 2008 ist Michel mit Monika Vollmer verheiratet, mit der er zwei Kinder hat. Er lebt in Solothurn.